# Pulsar Aircraft Pulsar 150
Le Pulsar 150 est un biplace de tourisme dessiné en 1991 par Rich Trickel et Vance Jaqua chez High Tech Composites, Oxnard, Californie, entreprise spécialisée dans la réalisation de sous-ensembles pour diverses entreprises américaines commercialisant des avions en kit pour la construction amateur, en particulier Lancair.
C’est un monoplan à aile basse destiné à la construction amateur de construction composite, équipé à l’origine d’un Limbach L200 de 80 ch et pouvant recevoir soit un train tricycle soit un train classique. La voilure est démontable pour faciliter le rangement de l’appareil. Commercialisé initialement en kit par Tri-R Technologies, Oxnard, Californie, sous la désignation KIS TR-1 (Keep It Simple), cet appareil est aujourd'hui produit par Pulsar Aircraft Corporation comme Pulsar 150.
Le Pulsar 150 a la réputation d’être très tolérant pour un pilote peu expérimenté avec de bonnes performances malgré une puissance de 80⁄125 ch. Décollant et atterrissant très court, il se prête aussi-bien à l'entraînement, au vol sportif ou au voyage. Une cinquantaine d'exemplaires étaient en état de vol début février 2007 dans le monde, dont 8 en Grande-Bretagne et 7 en Afrique du Sud. Il faut, selon Pulsar Aircraft, entre 800 et 1 000 heures de travail pour réaliser un Pulsar 150.